# Samsung NX20
Samsung NX20 — системный беззеркальный цифровой фотоаппарат, старшая модель семейства Samsung NX. Представлен 19 апреля 2012 года на смену Samsung NX10 и её модернизированной версии NX11. Основные особенности — 20-мегапиксельный сенсор с чувствительностью до 12 800 ISO, откидной дисплей и встроенная поддержка Wi-Fi.
Фотоаппарат поступил в продажу 17 мая 2012, стоимость версии с объективом 18-55mm F3.5-5.6 — 1099 долларов США. В 2014 году ему на смену была выпущена модель Samsung NX30.